# Borolia fasciata
Borolia fasciata là một loài bướm đêm trong họ Noctuidae.